# Canteleux (Belgique)
Pour les articles homonymes, voir Canteleux.
Canteleux est un hameau du village de Huissignies, qui a été rattaché lors de la fusion des communes en 1977 à la ville de Chièvres. 